# El Tamuli
El Tamuli es una serie de novelas de fantasía escritas por el escritor estadounidense David Eddings. El Tamuli es una secuela a Elenium. En esta serie, Falquián (Sparhawk en el original y en algunas ediciones en español) y sus amigos viajan al Imperio Tamul, al este.
Consta de tres volúmenes:
- Cúpulas de fuego, (título original "Domes of Fire").
- Los seres fulgentes, (título original "The Shining Ones").
- La Ciudad Oculta, (título original "The Hidden City").

## Cúpulas de Fuego
Cúpulas de Fuego devuelve al lector al mundo de Elenium y las aventuras de Falquián —caballero Pandion y príncipe consorte de la reina Ehlana de Elenia—. La novela narra el viaje de Falquián y sus compañeros en su viaje a través de dos continentes hasta la ciudad de Matherion, capital del Imperio Tamul, donde sucesos sobrenaturales amenazan la seguridad del mundo entero.

## Los Seres Fulgentes
Los Seres Fulgentes continúa las aventuras de la serie. Habiendo visto el comienzo de las amenazas en el Imperio Tamuli, Falquián y sus amigos lanzan una campaña para purgar a la mayoría de los delincuentes con la ayuda de los temidos Seres Fulgentes. A medida que los eventos revelan fuerzas mayores trabajando en segundo plano, Falquián se ve obligado a hacer lo que nunca quiso hacer: tomar el Bhelliom, la rosa zafiro, y empuñarla una vez más.

## La Ciudad Oculta
Después de "Los Seres Fulgentes", se han identificado los enemigos y se reparten las cartas. La reina Ehlana, secuestrada por las fuerzas de Cyrgon, se mantiene cautiva para provocar la entrega del Bhelliom por Falquián. Los Dioses Troll, liberados en el clímax de "Los Seres Fulgentes", junto con Falquián y los Dioses Menores se dispusieron a detener a Cyrgon cuando se avecina una amenaza mayor. Cyrgon, desesperado después de su derrota, desata al archirrival del Bhelliom, Klæl, y Falquián, asumiendo su papel completo como Anakha, se enfrenta a Cyrgon en la Ciudad Escondida de los Cyrgai.